# Autobahnkreuz Ratingen-Ost
Das Autobahnkreuz Ratingen-Ost (Abkürzung: AK Ratingen-Ost; Kurzform: Kreuz Ratingen-Ost) ist ein Autobahnkreuz in Nordrhein-Westfalen in der Metropolregion Rhein-Ruhr. Es verbindet die Bundesautobahn 44 (Aachen – Kassel) mit der Bundesautobahn 3 (Oberhausen – Frankfurt am Main – Passau).

## Geografie
Das Autobahnkreuz liegt auf dem Stadtgebiet von Ratingen im Kreis Mettmann. Nächstgelegene Stadtteile sind Ratingen-Ost, Homberg und Eggerscheidt. Es befindet sich etwa 10 km nordöstlich der Düsseldorfer Innenstadt, etwa 20 km südwestlich von Essen und etwa 20 km nordwestlich von Wuppertal.
Das Autobahnkreuz Ratingen-Ost trägt auf der A 3 die Anschlussstellennummer 17, auf der A 44 die Nummer 34.

## Bauform und Ausbauzustand
Die A 44 ist vierstreifig ausgebaut, die A 3 sechsstreifig. Fast alle Verbindungsrampen sind einspurig ausgeführt.
Das Autobahnkreuz wurde als temporäre rechtsgeführte Trompete, die bei dem geplanten Weiterbau Richtung Heiligenhaus zu einem Kleeblatt mit Windmühlenrampe umgebaut wird. Auf der A 44 bildet das Kreuz zusammen mit der AS Ratingen-Ost eine Doppelanschlussstelle.

### Umbau für den Lückenschluss der A 44 bis Heiligenhaus
In Vorbereitung des Lückenschlusses von Ratingen-Ost bis Heiligenhaus wurde 2016 die Brücke der A 44 über die A 3 erneuert und die Verkehrsführung auf den Verbindungsstraßen zur A 3 nordwärts leicht verändert. 
Der Baubeginn dieses Abschnitts verzögerte sich jedoch mehrfach unter anderem wegen Klagen von Anwohnern und Naturschutzorganisationen, weswegen das Kreuz seither eine teilweise provisorische Verkehrsführung aufweist. Mit Stand Oktober 2024 ist das wieder aufgenommene Planfeststellungsverfahren noch nicht abgeschlossen, da noch eine letzte Klage gegen den Bau am Bundesverwaltungsgericht Leipzig verhandelt werden muss; eine Fortführung der Arbeiten wird für Herbst/Winter 2024 erwartet, die Fertigstellung des Lückenschlusses nicht vor 2025.

## Verkehrsaufkommen
Das Kreuz wird täglich von rund 121.000 Fahrzeugen befahren.
| Von                            | Nach              | Durchschnittliche tägliche Verkehrsstärke | Durchschnittliche tägliche Verkehrsstärke | Durchschnittliche tägliche Verkehrsstärke | Anteil Schwerlastverkehr | Anteil Schwerlastverkehr | Anteil Schwerlastverkehr |
| Von                            | Nach              | 2005                                      | 2010                                      | 2015                                      | 2005                     | 2010                     | 2015                     |
| ------------------------------ | ----------------- | ----------------------------------------- | ----------------------------------------- | ----------------------------------------- | ------------------------ | ------------------------ | ------------------------ |
| AK Breitscheid (A 3)           | AK Ratingen-Ost   | 107.400                                   | 103.300                                   | 101.100                                   | 10,7 %                   | 12,0 %                   | 10,9 %                   |
| AK Ratingen-Ost                | AS Mettmann (A 3) | 143.800                                   | 124.500                                   | 102.400                                   | 07,9 %                   | 10,1 %                   | 10,5 %                   |
| AS Ratingen-Schwarzbach (A 44) | AK Ratingen-Ost   | 038.400                                   | 040.300                                   | 037.600                                   | 05,7 %                   | 04,6 %                   | 06,5 %                   |